# توفيق أبو شومر
توفيق أبو شومر (مواليد 1947) هو كاتب وصحفي فلسطيني.

## مسيرته
هُجّر بعد مولده إلى غزة، وعاش ودرس في مدارسها قبل تهجيره منها. سافر إلى مصر عام 1963، والتحق بكلية الآداب بقسم اللغة العربية بجامعة القاهرة، وحصل منها على الليسانس في الآداب في يونيو 1967. لم يتمكن من العودة إلى غزة حيث أهله، فسافر وعمل مدرسًا وموجهًا تربويًا في الجزائر وليبيا والسعودية، وتولى في الجزائر الإشراف على تطوير المناهج التربوية لتدريس مادة اللغة العربية بين عامي 1968 و1973.
كتب في صحف جزائرية منها «الشعب» و«آمال» و«المجاهد»، وصحف «اليمامة» و«الجزيرة» السعوديتين، وصحف «الأيام» و«الحياة الجديدة» و«القدس» ومجلات «البيادر السياسي» و«البيارق» و«المنار» الفلسطينية، وعمل سكرتير تحرير لجريدة (الشروق) الغزّية. عمل أيضًا في وزارة الإعلام الفلسطينية منذ تأسيسها مديرًا لدائرة المطبوعات والنشر، ومستشارًا إعلاميًا وثقافيًا للتوجيه السياسي والوطني، كما عمل محاضرًا في جامعة فلسطين في قسم الإعلام.
عاد إلي غزّة في إطار جمع شمل العائلات عام 1990.

## مؤلفاته
- «هدير وعناكب» (رواية)، 1990[3]
- «التخريب المنظم للتعليم»، 1992[4]
- «أنابيش»، 1994
- «مختارات من مختاراتي»، 2000[5]
- «الصراع في إسرائيل: دراسة في المجتمع الإسرائيلي وفسيفسائه الدينية والحزبية والعرقية والطبقية»، 2006[6]
- «الصبي والبحر» (رواية)، 2007[7]
- «بشير وعاموس» (رواية)، 2009
- «واقع المرأة اليهودية في إسرائيل»، 2014[8]
- «قصص نساء يهوديات معنفات»، 2014[9]
- «لوحات ثلاثة حروب على غزة»، 2016[10]
- «ثلاثية جنون الجذور» (رواية)، 2017[11]
- «كتابان ورحلتان»، 2019[12]

## جوائز
- جائزة الصحافة التقديرية للكتاب، بيت الصحافة، فلسطين، 2021[13]

## روابط خارجية
- مقالاته على موقع شبكة نوى الإخبارية
- مقالاته على موقع أمد للإعلام
- مقالاته على موقع وكالة الصحافة الوطنية
- مقالاته على موقع وكالة أخبار المرأة